# Юлю-Матондо, Жанвьон
Жанвьо́н Юлю́-Матондо́ (фр. Jeanvion Yulu-Matondo; 5 июня 1986, Киншаса, Заир) — бельгийский футболист конголезского происхождения.

## Карьера

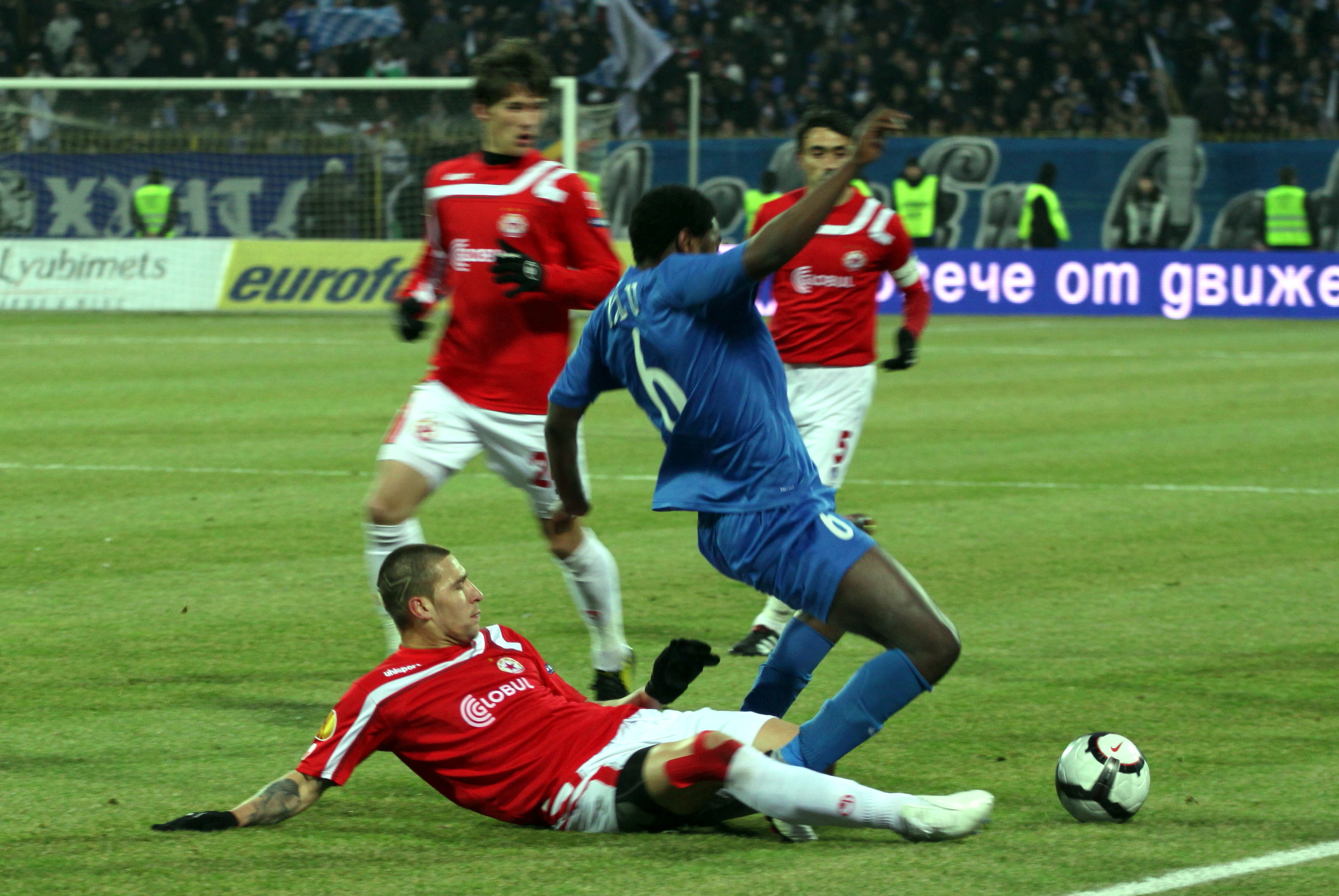
Юлю-Матондо в матче первенства Болгарии

После четырёх лет в молодёжной команде, Юлю-Матондо начал играть за первую команду «Брюгге» в 2005 году. Он получил некоторую международную известность, когда забил за клуб в Лиге чемпионов против «Ювентуса». 
Летом 2007 Юлю-Матондо перешёл из «Брюгге» в «Роду» из Нидерландов. 2 сентября 2007 года в матче против «ВВВ-Венло», Жавьюн забил свои первые голы и помог команде одержать победу, 3-5. Он провёл 3 года в клубе и в 61 игре забил 8 голов. В начале 2011, после конфликта с Салу Ибрагимом, решил покинуть команду.
30 января 2011 года было объявлено, что болгарский клуб «Левски» купил Июли-Матондо и заплатил за трансфер около 200 000 евро. 26 февраля в матче против ЦСКА, Жавьюн дебютирует в новом клубе. 24 апреля 2011 года в поединке против «Берое» нападающий забивает свой первый гол, который приносит «Левски» победу, 2-3.
8 сентября 2011 года, Жавьюн покидает Болгарию и возвращается в Бельгию, подписывая однолетний контракт с клубом "Вестерло". 17 сентября в поединке против «Сент-Трюйдена» Юлю-Матондо дебютировал в новой команде.

## Достижения
Командные
 «Брюгге»
- Жюпиле Лига — 2004/05
- Обладатель Кубка Бельгии — 2006/07
- Обладатель Суперкубка Бельгии — 2005